# Basílica de San Pablo (Daytona Beach)
La Basílica de San Pablo (en inglés: Basilica of St. Paul) es una Basílica Menor de la Iglesia Católica que se encuentra en Daytona Beach, Florida, Estados Unidos. También es una parroquia de la diócesis de Orlando.
Los primeros católicos que se trasladaron a Daytona Beach llegaron en 1881. La Misa fue celebrada en casas particulares un par de veces al año por parte de sacerdotes que viajaron desde DeLand. Daytona Beach se convirtió en una misión de la Iglesia de Santa Teresa en Titusville en 1886. La misa desde entonces se celebraba todos los domingos , ya sea en la casa de la ópera o la armería. El reverendo John F. O'Boyle se convirtió en el primer sacerdote residente en Daytona Beach en 1895. Él compró una propiedad en las avenidas South Palmetto y Myrtle  y construyó una iglesia en 1898. El reverendo William J. Mullally llegó en 1923 e hizo planes para construir una escuela y una iglesia nueva. La escuela, que abrió sus puertas en 1925, fue la única escuela católica en la costa este de Florida entre San Agustín y West Palm Beach en ese momento. Él construyó la actual iglesia , que se completó en 1927.